# SMS Deutschland (1904)
O SMS Deutschland foi um couraçado pré-dreadnought operado pela Marinha Imperial Alemã e a primeira embarcação da Classe Deutschland, seguido pelo SMS Hannover, SMS Pommern, SMS Schlesien e SMS Schleswig-Holstein. Sua construção começou em junho de 1903 nos estaleiros da Germaniawerft em Kiel e foi lançado ao mar em novembro do ano seguinte, sendo comissionado na frota alemã em agosto de 1906. Era armado com uma bateria principal composta por quatro canhões de 283 milímetros montados em duas torres de artilharia duplas, tinha um deslocamento de mais de catorze mil toneladas e alcançava uma velocidade máxima de dezoito nós (33 quilômetros por hora).
O Deutschland serviu como capitânia da Frota de Alto-Mar até 1913, com suas principais atividades em tempos de paz consistindo em exercícios de rotina e cruzeiros de treinamento para portos estrangeiros. A Primeira Guerra Mundial começou em 1914 e o navio foi usado em várias operações no Mar do Norte, culminando na Batalha da Jutlândia em meados de 1916 quando brevemente enfrentou os cruzadores de batalha britânicos. Depois disso serviu como navio de defesa de costa até 1917, sendo então desarmado e usado como alojamento flutuante em Wilhelmshaven até o final do conflito. O Deutschland acabou descartado em 1920 após o fim da guerra e desmontado entre 1921 e 1922.